# 岩屋 (伊丹市)
岩屋（いわや）は、兵庫県伊丹市の地名。現行の行政地名は住居表示実施済み区域の岩屋一丁目から岩屋二丁目と、住居表示未実施の大字岩屋がある。郵便番号664-0843。

## 地理
伊丹市南東部。北を森本、北東を小阪田、東を大阪府豊中市原田西町、南東の一点を尼崎市椎堂、南から西の広い範囲を尼崎市田能と接する。
住居表示未実施の大字岩屋の下には猪名川北岸の狐（きつね）とその西の鶴田（つるた）、岩屋1丁目と小阪田（大阪国際空港）に挟まれた下岩井（しもいわい）、その北西で森本7丁目に囲まれた飛地の三反長（さんだおさ）の4つの小字がある。いずれも人口は0人。
域内の大部分は工場や倉庫、公園敷地が占めており定住人口は少ない。全域が伊丹市立神津小学校および北中学校の校区に属する。

## 歴史

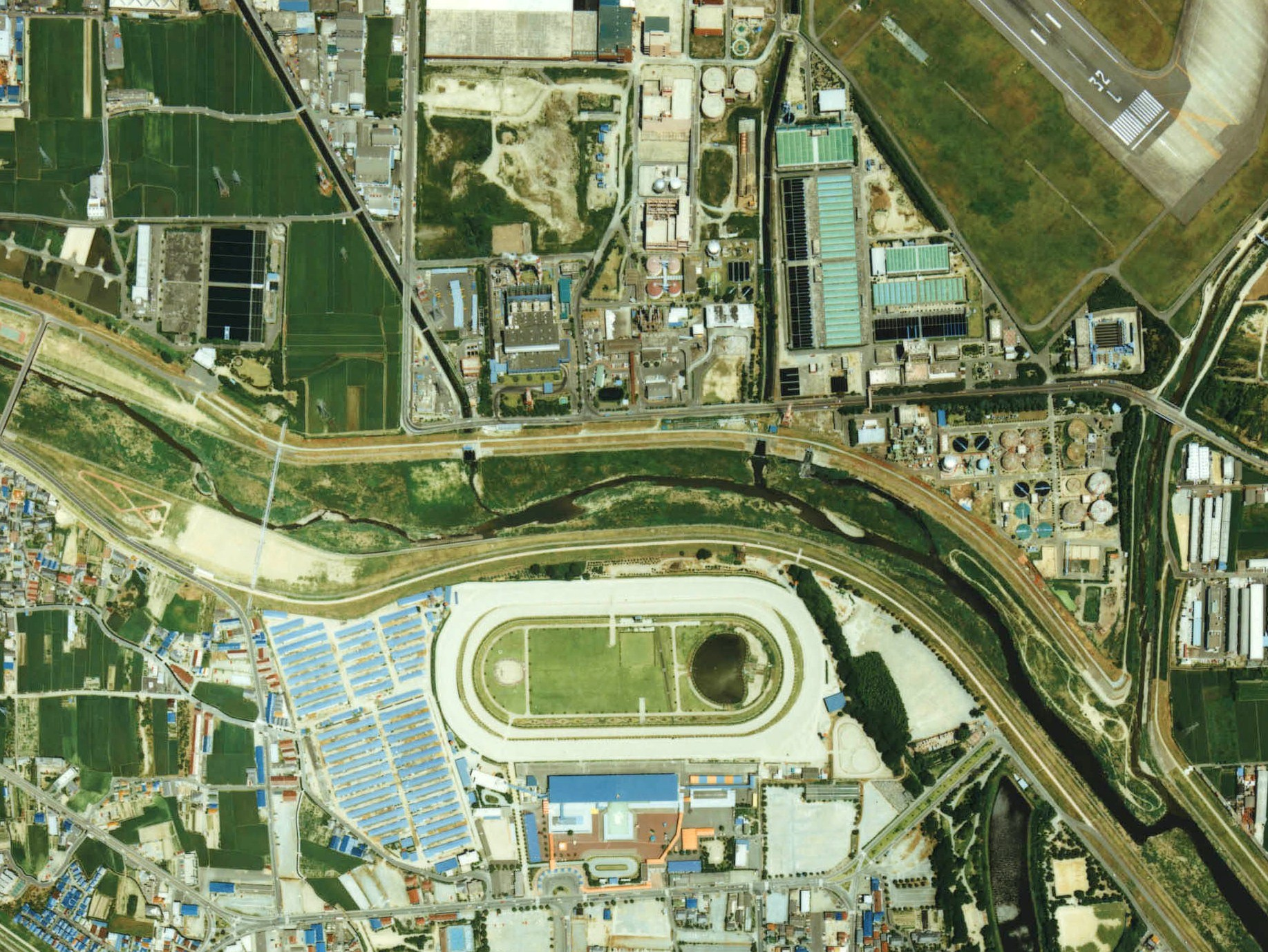
園田競馬場付近の空中写真（1985年撮影）
猪名川の北岸一帯が岩屋。

旧川辺郡神津村の大字。江戸時代には窟村（いわやむら）とも書かれ、紅葉の名所として『摂津名所図会』に紹介されている。
1947年（昭和22年）に神津村が伊丹市へ編入された後、1964年（昭和39年）に大阪国際空港の拡張工事で東部の土地で用地収用が行われ、住民が西部へ集団移転する。2004年（平成16年）、大字岩屋の大半で住居表示を実施し岩屋1〜2丁目の町丁を設定した。

### 地名の由来
1814年（文化11年）頃に書かれた紀行文『岩屋村紅葉紀行』 ではかつて当地に窟（いわや）が存在したことを由来とする説を紹介しているが、疑義も呈されている。

## 世帯数と人口
2022年（令和4年）6月30日現在の世帯数と人口は以下の通りである。
| 町丁      | 世帯数  | 人口  |
| --------- | ------- | ----- |
| 岩屋1丁目 | 131世帯 | 240人 |

## 小・中学校の学区
市立小・中学校に通う場合、学区は以下の通りとなる。
| 番地 | 小学校             | 中学校           |
| ---- | ------------------ | ---------------- |
| 全域 | 伊丹市立神津小学校 | 伊丹市立北中学校 |

## 交通
域内に鉄道および国道・県道は通っていない。

### バス
伊丹市バスでは20 - 23系統が阪急伊丹駅およびJR伊丹駅との環状運転を行っており域内に岩屋、岩屋東などの停留所を設置している他、豊中市のクリーンランド前停留所（阪急バスと共用）も利用圏内に含まれる。

## 施設
- 豊中市伊丹市クリーンランド - 豊中市と伊丹市が合同で設置している清掃工場。敷地内は豊中市原田西町の飛地。
  - クリーンスポーツランド - 清掃工場の余熱を利用した温水プール・フィットネスクラブ等の複合施設。2013年（平成25年）4月より休館中。
- 伊丹市環境クリーンセンター - ごみ収集車の拠点施設。
- 原田処理場（猪名川流域下水道事業） - 敷地は伊丹市・尼崎市・豊中市にまたがる。
- 伊丹市共同利用施設岩屋センター
- 田能遺跡 - 北半分と資料館の所在地は尼崎市。
- 八幡神社
- 福勝寺
- 伊丹東霊園杜若寺別院

### 周辺
いずれも徒歩圏内の近隣施設。
- 園田配水場 - 尼崎市・伊丹市・西宮市が合同で設置している工業用水配水場。
- 園田競馬場